# Manifesto (Raf)
Manifesto è il sesto album discografico di Raf, pubblicato dall'etichetta discografica Warner Music nel 1995.

## Descrizione
I brani vennero scritti durante un soggiorno del cantautore in Corsica. Oltre alla versione tradizionale ne uscì un'altra composta da due CD: il primo in formato audio classico, mentre il secondo racchiudeva contenuti multimediali.
È anche l'album che segna l'inizio del sodalizio con il suo attuale co-produttore Simone Papi. Suona Neil Conti, batterista dei Prefab Sprout, che ha lavorato anche con Annie Lennox, Paul Young, James Blunt, Cathy Dennis, Duncan James, Will Young. Si segnalano i singoli Sei la più bella del mondo, autentico tormentone dell'estate '95, e Dentro ai tuoi occhi.

## Tracce

### CD audio
1. Sei la più bella del mondo – 4:44 (Raf)
2. Dentro ai tuoi occhi – 4:52 (Cheope, Raf)
3. Io e te – 4:42 (Raf)
4. Manifesto – 4:41 (Cheope, Raf)
5. È quasi l'alba – 4:10 (Cheope, Raf)
6. Il suono c'è – 4:04 (Cheope, Raf)
7. Meteo – 4:21 (Cheope, Raf)
8. Prima che sia giorno – 5:16 (Cheope, Raf)
9. Interagendo – 5:07 (Raf)

## Formazione
- Raf – voce, chitarra acustica, programmazione, tastiera, sintetizzatore, pianoforte, Fender Rhodes
- Tony Levin, Stefano Allegra, Cesare Chiodo, Pino Palladino – basso
- Neil Conti – batteria
- Riccardo Galardini – chitarra acustica
- Massimo Pacciani – batteria, percussioni
- Simone Papi – tastiera, cori, programmazione, pianoforte, Fender Rhodes
- Luca Di Gioia, Alberto Stagnoli – violino
- Emilio Eria – viola e violino
- Paola Guerri – viola
- Demo Morselli – tromba
- Ambrogio Frigerio – trombone
- Daniele Comoglio – sax
- Massimo Zagonari – flauto
- Leonardo Abbate, Carole Cook, Cheope, Emanuela Cortesi, Gabriella Labate, Antonella Pepe, Katie Humble – cori

## Classifiche
| Classifica (1995) | Posizione massima |
| ----------------- | ----------------- |
| Europa            | 48                |
| Italia            | 3                 |

### Classifiche di fine anno
| Classifica (1995) | Posizione |
| ----------------- | --------- |
| Italia            | 18        |